# Regierungsbezirk Gießen
Regierungsbezirk Gießen er et af de tre Regierungsbezirke i den tyske delstat Hessen. Den ligger midt i delstaten. Arealmæssigt er det den mindste hessiske bezirk.

## Opdeling

### Landkreise
1. Lahn-Dill-Kreis
2. Landkreis Gießen
3. Landkreis Limburg-Weilburg
4. Landkreis Marburg-Biedenkopf
5. Vogelsbergkreis

### Byer med særstatus
1. Gießen
2. Marburg
3. Wetzlar

Regierungsbezirk Gießen blev oprettet i 1981 og beskæftiger sig blandt andet med tilsyn med kommunerne, katastrofe-, brand- og redningsvæsen, sociale forhold, regionsplanlægning, miljø og naturbeskyttelse.

## Regeringspræsidenter
- 1981 – 1987 Knut Müller (SPD)
- 1987 – 1989 Dr. Tilman Pünder (CDU)
- 1989 – 1991 Dr. Alois Rhiel (CDU)
- 1991 – 1999 Hartmut Bäumer, der var den første regeringspræsident fra „Die Grünen“ i Tyskland
- fra 1999 Wilfried Schmied (CDU)

50°40′N 8°40′Ø / 50.67°N 8.67°Ø
|  | Infoboks uden skabelon Denne artikel har en infoboks dannet af en tabel eller tilsvarende. |